# Labarrère (Gers)
Pour les articles homonymes, voir Labarrère.
Labarrère est une ancienne commune française située dans le département du Gers, en région Occitanie, devenue, le 1er janvier 2016, une commune déléguée de la commune nouvelle de Castelnau-d'Auzan-Labarrère.

## Géographie

### Localisation
Cette ancienne commune de Gascogne est située sur l'Izaute. Elle est limitrophe du département de Lot-et-Garonne.

### Communes limitrophes
| Saint-Pé-Saint-Simon (Lot-et-Garonne)           |           | Sainte-Maure-de-Peyriac (Lot-et-Garonne) |
|                                                 | Labarrère |                                          |
| Castelnau-d'Auzan (Castelnau d'Auzan Labarrère) |           | Montréal                                 |

## Politique et administration
| Période                                  | Période | Identité        | Étiquette | Qualité |
| ---------------------------------------- | ------- | --------------- | --------- | ------- |
| mars 2008                                | 2016    | Pierre Dauba    |           |         |
| mars 2001                                | 2008    | Pierre Druillet |           |         |
| Les données manquantes sont à compléter. |         |                 |           |         |

## Démographie
| 1793 | 1800 | 1806 | 1821 | 1831 | 1841 | 1846 | 1851 | 1856 |
| ---- | ---- | ---- | ---- | ---- | ---- | ---- | ---- | ---- |
| 324  | 405  | 389  | 421  | 439  | 633  | 601  | 660  | 632  |

| 1861 | 1866 | 1872 | 1876 | 1881 | 1886 | 1891 | 1896 | 1901 |
| ---- | ---- | ---- | ---- | ---- | ---- | ---- | ---- | ---- |
| 638  | 589  | 596  | 559  | 506  | 520  | 537  | 528  | 454  |

| 1906 | 1911 | 1921 | 1926 | 1931 | 1936 | 1946 | 1954 | 1962 |
| ---- | ---- | ---- | ---- | ---- | ---- | ---- | ---- | ---- |
| 452  | 442  | 412  | 430  | 430  | 436  | 386  | 373  | 348  |

| 1968 | 1975 | 1982 | 1990 | 1999 | 2004 | 2009 | 2013 | - |
| ---- | ---- | ---- | ---- | ---- | ---- | ---- | ---- | - |
| 323  | 279  | 251  | 249  | 250  | 226  | 215  | 212  | - |

## Culture locale et patrimoine
- Le château de Labarrère

### Personnalités liées à la commune
- Joseph Ducaud (1877-1971) : homme politique né à Labarrère.